# Ивакино (Рыбинский район)
Ива́кино — деревня Октябрьского сельского округа в Октябрьском сельском поселении Рыбинского района Ярославской области.
Деревня расположена с северо-восточной стороны, на удалении около 500-700 м от железной дороги Ярославль—Рыбинск. Ближайшая железнодорожная станция Пиняги расположена примерно в 2 км к юго-востоку. Просёлочная дорога на деревню Ивакино от Пиняг проходит через Новую деревню, стоящую на расстоянии около 700 м к юго-востоку. Эта же дорога в северном направлении от Ивакино через 1 км выходит к Антоново. Эти три деревни крайние в западном направлении деревни Октябрьского сельского поселения, к западу, юго-западу и северо-западу от них — Волжское сельское поселение. Пересыхающие ручьи в окрестностях Новой деревни являются истоком реки Уткашь, на полдороге между Новой и Ивакиным водоток (судя по топокарте) становится постоянным, Ивакино стоит на правом, восточном берегу Уткаши .
Село Ивакино указано на плане Генерального межевания Рыбинского уезда 1792 года.
На 1 января 2007 года в деревне не числилось постоянных жителей . Почтовое отделение, находящееся в посёлке Лом, обслуживает  в деревне 9 домов.